# Zinotschka

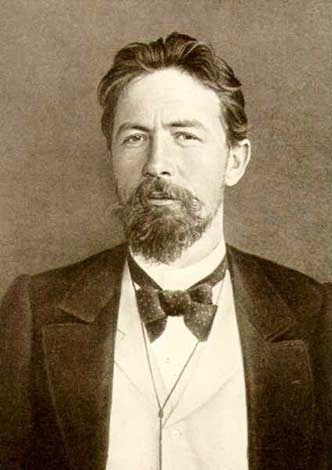
Anton Tschechow

Zinotschka, auch Der Hass (russisch Зиночка), ist eine Erzählung des russischen Schriftstellers Anton Tschechow, die am 10. August 1887 in der Tageszeitung Peterburgskaja gaseta abgedruckt wurde.
Wladimir Czumikows Übersetzung Der Hass erschien 1898 in der von Th. Th. Heine illustrierten Tschechow-Sammlung Starker Tobak und andere Novellen bei Albert Langen in München. Weitere Übersetzungen: 1895 ins Tschechische (Zinočka), 1896 ins Ungarische (Zinocska), 1900 ins Serbokroatische (Sinočka) und 1902 ins Rumänische (Ura – Der Hass).

## Handlung
Ein paar Jäger, die im Heu eines Bauernhofes übernachten, erzählen sich vor dem Einschlafen diese und jene Geschichte. Ein dicker Major – Petja genannt – gibt mit tiefer Stimme eine Begebenheit aus Kinderzeiten zum Besten: wie ihn seine spätere Schwägerin Zinaida Nikolajewna – die den Zuhörern als Zinotschka bekannt ist – hassen lernte.
Die frischgebackene Gouvernante Zinotschka – reizend und sentimental – unterrichtet Petja in der Kinderstube. Zinotschka quält Petja mit nicht sehr sinnvollen Aufgaben. Wenig später verfolgt Petja verblüfft das Treiben zweier seiner Autoritäten im Garten bei den Weiden. In Abwesenheit der gestrengen Eltern küssen sich die Gouvernante und Petjas älterer Bruder, der Student Sascha. „Jetzt sind sie in meiner Macht“, frohlockt der kleine Voyeur, „… ihre Ruhe hängt durchaus von meiner Großmut ab. Ich werde es ihnen schon zeigen!“ Petja setzt seine Peinigerin Zinotschka unter Druck – teilt der Gouvernante kichernd seine Beobachtung mit und kündigt an, er wolle es der Mutter weitersagen. Zinotschka sinkt regelrecht in sich zusammen und bittet Petja inständig, er möge doch vor seiner tugendhaften Frau Mama bitte schweigen. Offenbar hat Petja mit seinem vorwitzigen Geschwätz der Gouvernante den Nachtschlaf geraubt. Denn zum Morgentee erscheint sie mit Augenringen. Petja offenbart sein Geheimnis dem Bruder. Sascha fertigt den Kleinen unbeeindruckt als Dummerchen ab. Aber Zinotschka will sich bei Petja einschmeicheln. Sie gibt dem Erpresser gute Noten, verschweigt seine Unarten vor dem Vater und lässt sich willig schikanieren. Alles hilft nichts. Petja sagt es der Mutter. Diese duldet die Gouvernante nicht mehr. Zinotschka muss gehen. Der Major schließt seine Erzählung: „… als Zinotschka von uns fortfuhr, war der letzte Blick, den sie auf unser Haus warf, nach dem Fenster, an dem ich stand, gerichtet. Und ich versichere Sie, ich entsinne mich dieses Blickes bis zur heutigen Stunde.“

## Rezeption
Zeitgenossen
- Der russische Kritiker Jakow Abramow[3] sieht anno 1898 das Schicksal der verjagten Heldin Zinotschka als Musterbeispiel für Mädchen aus mancher russischer Familie jener Zeit.[4]

Neuere Äußerungen
- 10. Januar 2001: Zum Rollenkonflikt während der Emanzipation der Frau: Das Umdenken in der Köpfen der Russinnen gegen Ende des 19. Jahrhunderts betrifft auch die Frauen der Oberklasse wie hier Zinaida Nikolajewna.[5]

## Deutschsprachige Ausgaben
- Zinotschka. Deutsch von Korfiz Holm, S. 39–50 in: Alexander Eliasberg (Hrsg.): Anton Tschechow: Von Frauen und Kindern. Musarion Verlag, München 1920